# Insulaire kunst

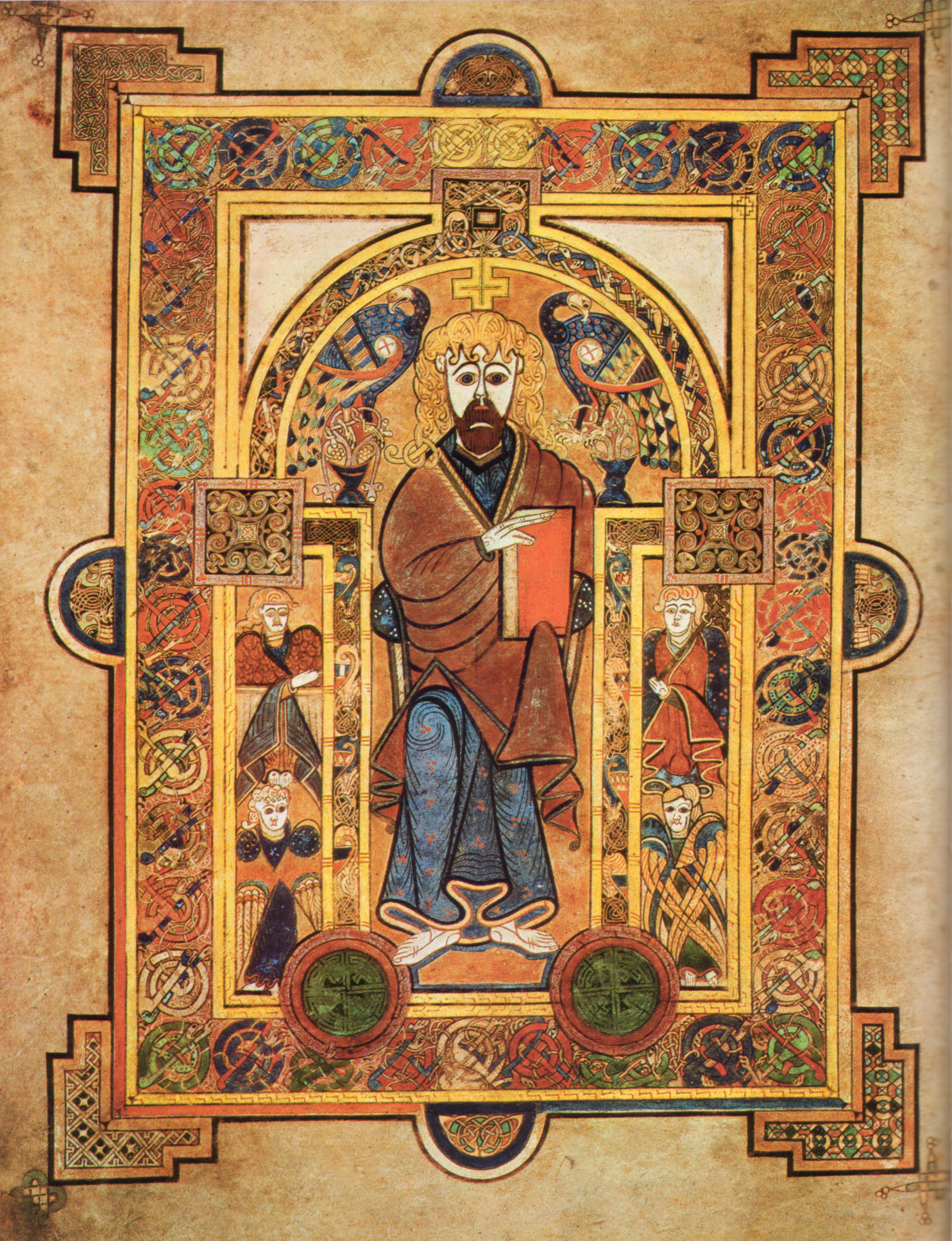
Pagina uit het Book of Kells waar Christus is te zien op een troon

Insulaire kunst, ook wel bekend als de Hiberno-Saksische stijl, is een kunstrichting die gevolgd werd op de Britse eilanden na de Romeinse tijd. De term wordt ook gebruikt in relatie tot het destijds gebruikte handschrift. De periode waarin zij gemaakt zijn, wordt ook wel de Insulaire periode van de kunst genoemd. De term komt van insula, wat Latijn is voor "eiland"; in deze periode deelden Brittannië en Ierland een veelal zelfde stijl, die verschilt van de rest van Europa. Kunsthistorici plaatsen insulaire kunst meestal in de groep van de Grote Volksverhuizing kunstbeweging.
De meeste insulaire kunst komt van het Ierse kloosterwezen van de Keltische kerk en van het metaalwerk van de wereldlijke elite. De periode begint rond 600 en voegt zich in Engeland met de Angelsaksische kunst rond het jaar 900. In Ierland blijft deze stijl tot ongeveer 1200, waarna deze overgaat in de Romaanse kunst. Ierland, Schotland en het koninkrijk van Northumbria in Noord-Engeland zijn de belangrijkste centra van deze kunstvorm. Daarnaast zijn er voorbeelden afkomstig uit Zuid-Engeland, Wales en continentaal Europa, vooral in Gallië (tegenwoordig Frankrijk) en op plekken die gesticht waren door Ierse en Schotse missionarissen. De invloed van de insulaire kunst beïnvloedde de daaropvolgende Europese middeleeuwse kunst. Vooral in de decoratieve elementen van de romaanse en gotische manuscripten is het terug te zien.
Bewaarde exemplaren van de insulaire kunst zijn vooral versierde manuscripten, metaalwerk en sculpturen in vooral stenen kruisen. De werken zijn versierd met complexe patronen, zonder diepte of volume. De beste voorbeelden zijn het Book of Kells, het Lindisfarne-evangeliarium en het Book of Durrow. Tapijtpagina's zijn een karakteristieke eigenschap van de insulaire manuscripten, alhoewel versierde initialen (een insulaire vinding), canontafels en figuurlijke afbeeldingen, van vooral de portretten van de evangelisten, ook gebruikelijk zijn.